# Pojarna, Ungheni
Pojarna este un sat din componența comunei Sinești din raionul Ungheni, Republica Moldova.